# Giulio Cesare Milani
Pour les articles homonymes, voir Milani.
Giulio Cesare Milani (Bologne, 23 septembre 1629 - Bologne, 13 septembre 1686) était un peintre italien baroque du XVIIe siècle de l'école bolonaise.

## Biographie
Giulio Cesare Milani a été l'élève de  Simone Cantarini et de Flaminio Torre à Bologne.

## Œuvres
- Mariage de la Vierge, église San Giuseppe
- Antonio di Padova, église Santa Maria del Castello
- Sainte Famille avec saint Jean, église des Servi.